# Phumosia congensis
Phumosia congensis är en tvåvingeart som beskrevs av Zumpt 1956. Phumosia congensis ingår i släktet Phumosia och familjen spyflugor. Inga underarter finns listade i Catalogue of Life.